# 恐怖王
『恐怖王』（きょうふおう）は、江戸川乱歩の著した中編探偵小説。
1931年（昭和6年）6月から1932年（昭和7年）5月まで、『講談倶楽部』に掲載された（第一回が『魔術師』の最終回と同時掲載）。挿絵は第二回まで林唯一、第三回以降は嶺田弘。なお連載中、8月、11月、12月と合計3回、休載している。そのため、長編とは呼び難い分量（文庫で120～150頁）に終わった。
賑やかな内容であるが、中盤から荒唐無稽な展開が多くなり、多くの謎は最後まで明らかにされることなく、唐突に結末がつけられている。乱歩は、この作品を失敗作だと見なしていた。この作品の連載終了後、乱歩は1年半に及ぶ休筆に入っている。
初刊は1932年5月に出版された平凡社版『江戸川乱歩全集」の第13巻。
なお、少年探偵団シリーズ『仮面の恐怖王』は本作とは無関係な別作品である。

## 主要登場人物
恐怖王（きょうふおう）世間を恐怖に陥れようとする、自己顕示欲の強い犯罪者。様々な手段を使って己の名を喧伝する。
ゴリラ男恐怖王の手下。ゴリラのような醜い容貌の巨漢。
黒瀬 正一（くろせ しょういち）ゴリラ男は三吉という自分の義理の兄だと主張する小男。
大江 蘭堂（おおえ らんどう）主人公。探偵作家。恐怖王に付け狙われている。
布引 庄兵衛（ぬのびき しょうべえ）銀行家。数日前に娘を亡くす。
布引 照子（ぬのびき てるこ）庄兵衛の娘。肺炎で世を去る。
鳥井 純一（とりい じゅんいち）庄兵衛の銀行に勤める若い行員で、照子の婚約者。
花園 京子（はなぞの きょうこ）大江蘭堂の恋人。恐怖王の魔手にかかる。
喜多川 夏子（きたがわ なつこ）美しい20代前半の艶めかしき未亡人。大江蘭堂の小説の愛読者。

## あらすじ
銀行家布引庄兵衛は、数日前若くして病死したはずの娘照子が通りすがりの車の中から彼に助けを求めるのを見て驚く。さらに照子の婚約者鳥井の元に、照子とゴリラのような男との結婚写真が届く。写真を撮った空き家を写真屋から聞き出した鳥井がそこへ赴くと、果たして照子がいたが、鳥井はそこで照子に絞殺される。次に照子から父庄兵衛の元に身代金の要求が電話で伝えられ、庄兵衛も同じ空き家を訪れるが、そこにあったのは照子と鳥井の遺体であった。照子の遺体の背中には「恐怖王」という文字が書かれていた。次に鳥井の友人である探偵作家の大江蘭堂の恋人花園京子に「恐怖王」と小さくびっしりと書かれた米粒が見知らぬ者から手渡される。大江がある日友人に呼び出され鎌倉に行くと、上空で飛行機が「kyofuo」の文字を大空に書く。そこにゴリラのような男も現れ、大江が追跡すると、ゴリラ男が塀を越えて消えたのは、大江にファン以上の愛を示すまだ若き未亡人喜多川夏子の家であった。その晩、夏子が入浴中、風呂場で「恐怖王」という入れ墨をした女の片腕が見つかる。もしやと思うとやはり京子が行方不明になっており、ピアノの中に発見されるが片腕を失っていた。退院後、京子は自室のベッドで遺体となって発見される。金庫の中に隠れていたゴリラ男は京子の遺体と10万円をもって逃走するも、翌日上野公園で捕縛される。次に大江の元に恐怖王から、恐怖王と京子の結婚式をD百貨店で行うとの手紙が来る。大江が夏子と行ってみると、結婚式の模擬展示場に京子の遺体が花嫁としてあった。次に大江の元を黒瀬と名乗る男が訪ねて来て、ゴリラ男は自分の義理の兄の三吉ではないかということで面会を乞う。警察は快諾し、ゴリラ男も大人しく閉じ込められた檻ごしに黒瀬と話し込むが、黒瀬は消え、毒を注射されたゴリラ男は警察病院に運ばれる。大江が夏子の家を訪れたある日、脱獄したゴリラ男が夏子を殺していた。ゴリラ男は夏子が恐怖王なのだと告げて逃走する。

## 出版
- 角川文庫 『白髪鬼』　1973年7月
- 春陽文庫 『恐怖王』　1995年10月